# Dino Crisis (colonna sonora)
Dino Crisis è la colonna sonora del videogioco Dino Crisis per PlayStation e computer con sistema operativo Microsoft Windows. L'album contiene le tracce musicali del gioco, composte da Sayaka Fujita, Makoto Tomozawa e Akari Kaida. È stato pubblicata il 21 agosto 1999 dalla Suleputer.

## Tracce
1. Dino Crisis
2. You Have Mail
3. Welcome to Genocide Island
4. Omen
5. Encounter
6. Place Is Deserted
7. Breakout
8. Set You at Ease
9. Entrance
10. On the Verge of Attack
11. Rushed
12. Rowdy in Ancient Ages
13. Rescue or a Mission
14. Where's the Doc?
15. Doctor Kirk?
16. Investigate the Underground
17. Murderers in the Sky
18. Where's the Survivor?
19. Wounds Are Pretty Bad...
20. Hanged and Dropped
21. Lamentation
22. Pounced
23. Lab in the Underground
24. Poisonous Gas
25. Confined
26. Make Your Choice
27. Elusive Dr. Kirk
28. To the Communication Room
29. Giant Bites
30. Get to the Heliport
31. Abandoned Hope
32. Hang in There
33. Underpass
34. Dark and Deserted
35. Heading for the Port
36. Giant Claws
37. Further Dread
38. Call from a Survivor
39. Violence
40. Distorted Space-Time Continuum
41. Find the Generator
42. Generator Located
43. Suspicious Shot
44. Glimpse
45. From the Experiment Arises Tragedy
46. What's Your Choice
47. Stabilizer and Initializer
48. Wiretap
49. Starting Up
50. There's No Turning Back
51. Overloaded
52. Faint of Breath
53. Last Selection
54. Believe
55. Port Battle
56. Explosion
57. Hidden Purpose
58. Lie Down
59. Hunter
60. Final Battle
61. At the Waterway
62. Chopper
63. Finally Captured
64. Troublesome and Ferocious
65. Burned Away
66. Reminiscent